# El español y los siete pecados capitales
El español y los siete pecados capitales es una serie de televisión, dirigida por José María Forqué y emitida por TVE en 1980. Basada en la novela homónima de Fernando Díaz-Plaja, adaptada por Juan Miguel Lamet.

## Argumento
En cada episodio de la serie se hace un repaso a la actitud de los españoles hacia los pecados capitales. Como hilo conductor, recrea una conferencia en la que el profesor Marcelino Fernández Carballo (Jesús Puente) diserta sobre los sucesivos pecados mediante anécdotas, que en pantalla aparecen dramatizadas. Se intercalan además, las situaciones de antagonismo que vive Marcelino con su antiguo amigo y actual antagonista Margallo (Juanjo Menéndez), director de la escuela en la que imparte sus lecciones.

## Listado de episodios
- La soberbia (I). 24 de octubre de 1980
- La soberbia (II). 31 de octubre de 1980.
- De la avaricia a la gula. 7 de noviembre de 1980.
- La envidia. 14 de noviembre de 1980.
- La ira. 21 de noviembre de 1980.
- La pereza. 5 de diciembre de 1980.
- La lujuria. 12 de diciembre de 1980.